# 다네촌 (시마네현 이시군)
다네촌(多根村)은 시마네현 이시군에 설치되었던 촌이다. 현재의 운난시에 해당한다.